# RBZ HLA – Die Flensburger Wirtschaftsschule
Das Regionale Berufsbildungszentrum (RBZ) HLA – Die Flensburger Wirtschaftsschule AöR (kurz HLA für Handelslehranstalt) ist eine berufsbildende Schule in Flensburg.

## Geschichte und Gebäude
Gegründet wurde die Schule im Jahr 1873 als Städtische Handelslehranstalt – Berufliche Schulen der Stadt Flensburg – Wirtschaft und Verwaltung. Das Gebäude am Schlosswall wurde 1929 an der Stelle, auf der einst die Duburg stand, erbaut und erhielt den Namen Schloss-Duburg-Schule. Eine Gedenktafel am Gebäude erinnert an die Duburg. Neben diesem Gebäude am Schlosswall 3 besteht noch das Hauptgebäude in der Marienallee 5, in dem ein großer Teil des Schulbetriebs stattfindet.
Zeitweise wurde auch das Schulgebäude der ehemaligen Marien-Mädchenschule III in der Schulgasse für den Unterricht genutzt, beispielsweise in Mitte der 1990er Jahre sowie um 2010. Seit dem Jahr 2010 dient die Petri-Schule in der Apenrader Straße ebenfalls Unterrichtszwecken.

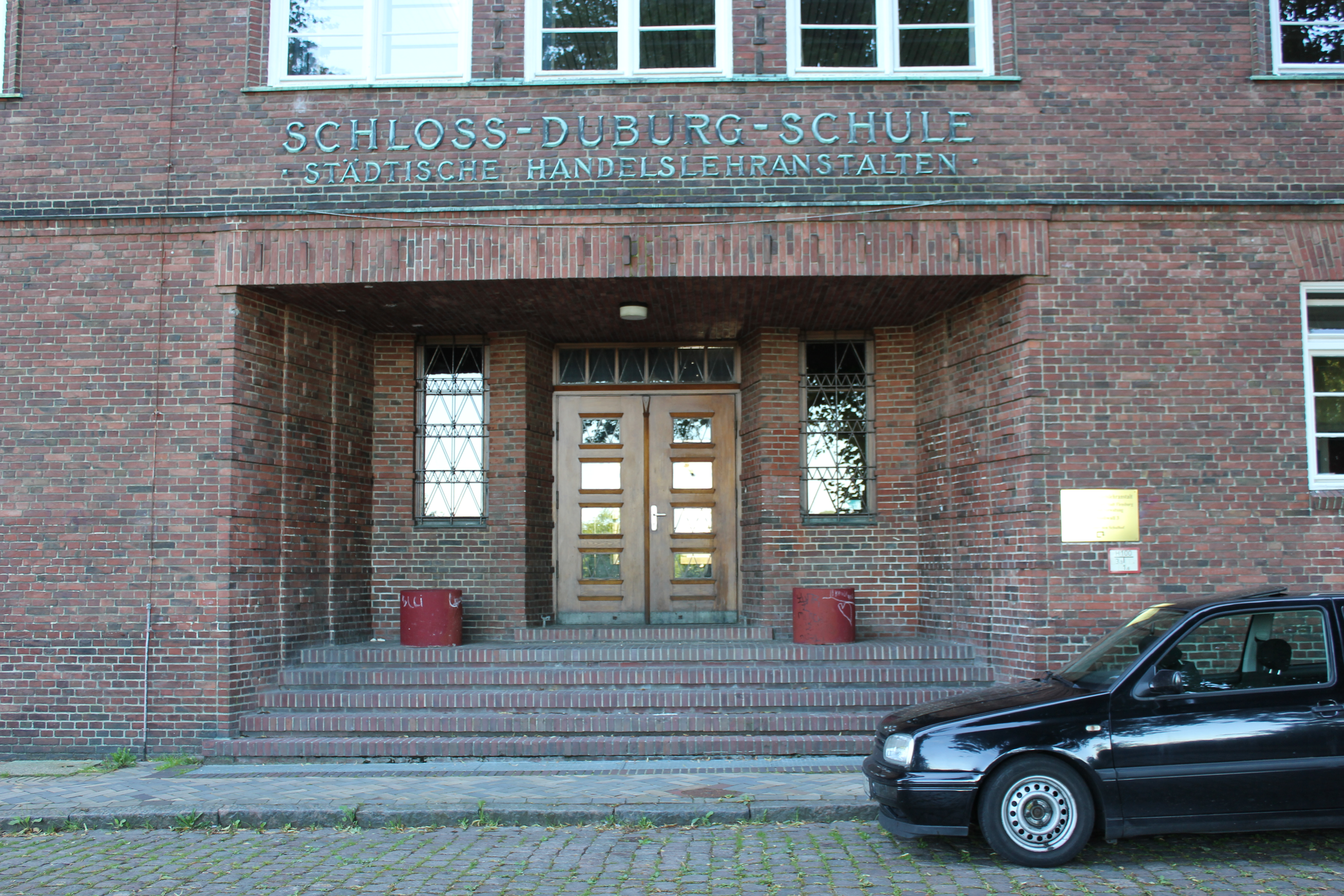
Der Eingang am Schlosswall mit der Aufschrift Schloss-Duburg-Schule – Städtische Handelslehranstalten
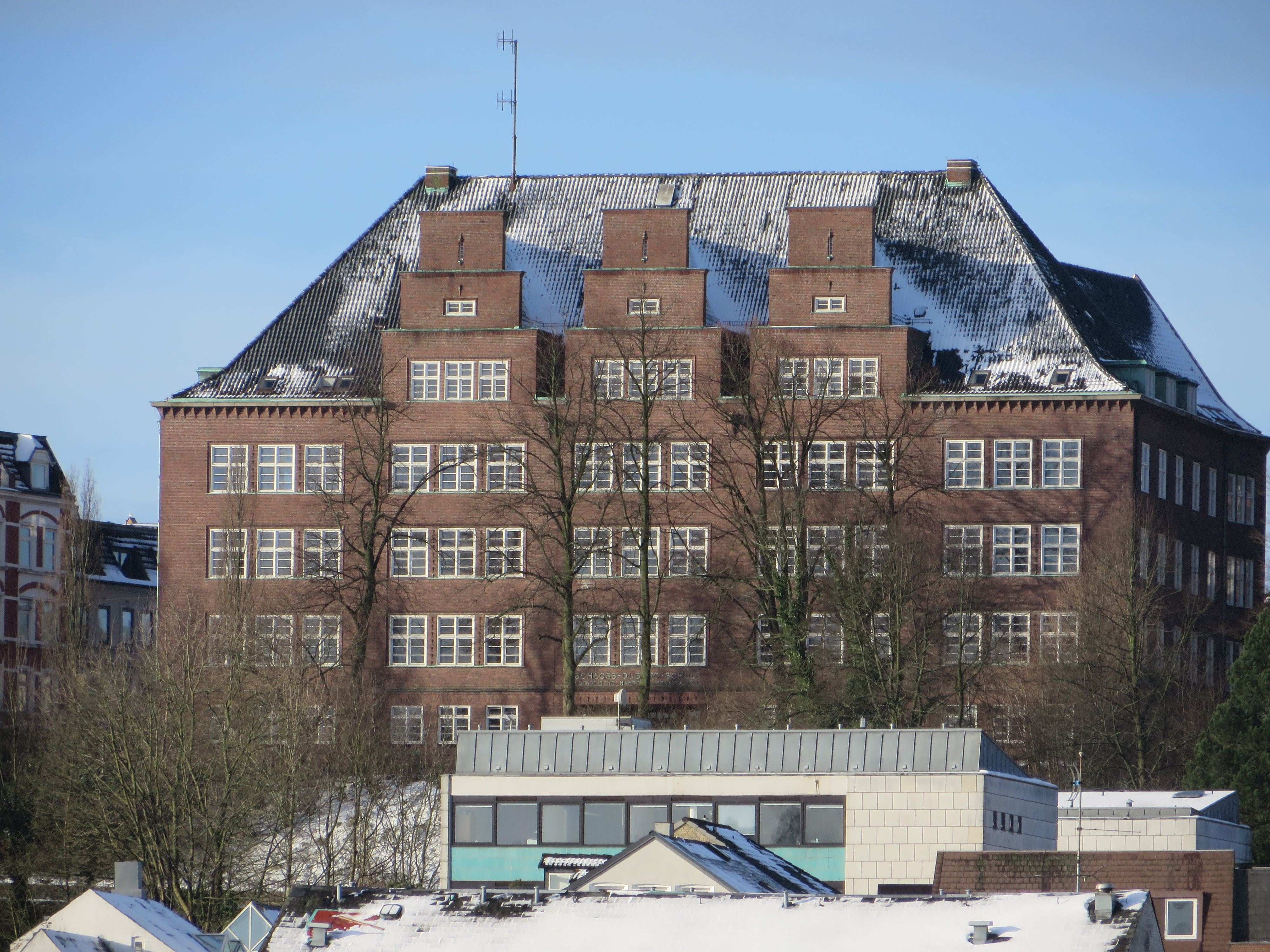
Die Schloss-Duburg-Schule besitzt wie die Duburg wohl zuletzt drei Giebel zum Hafen hin.
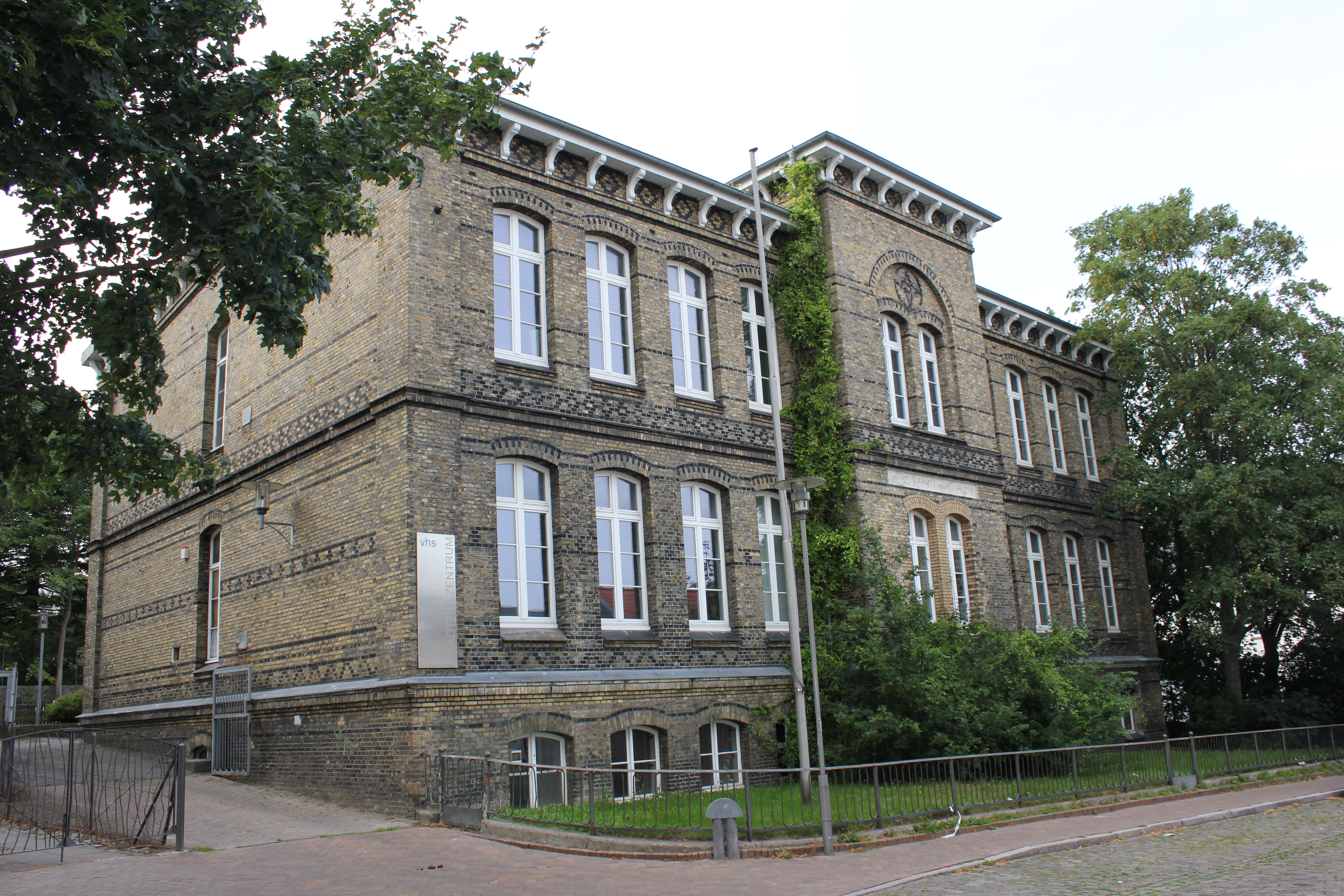
Schulgebäude in der Schulgasse
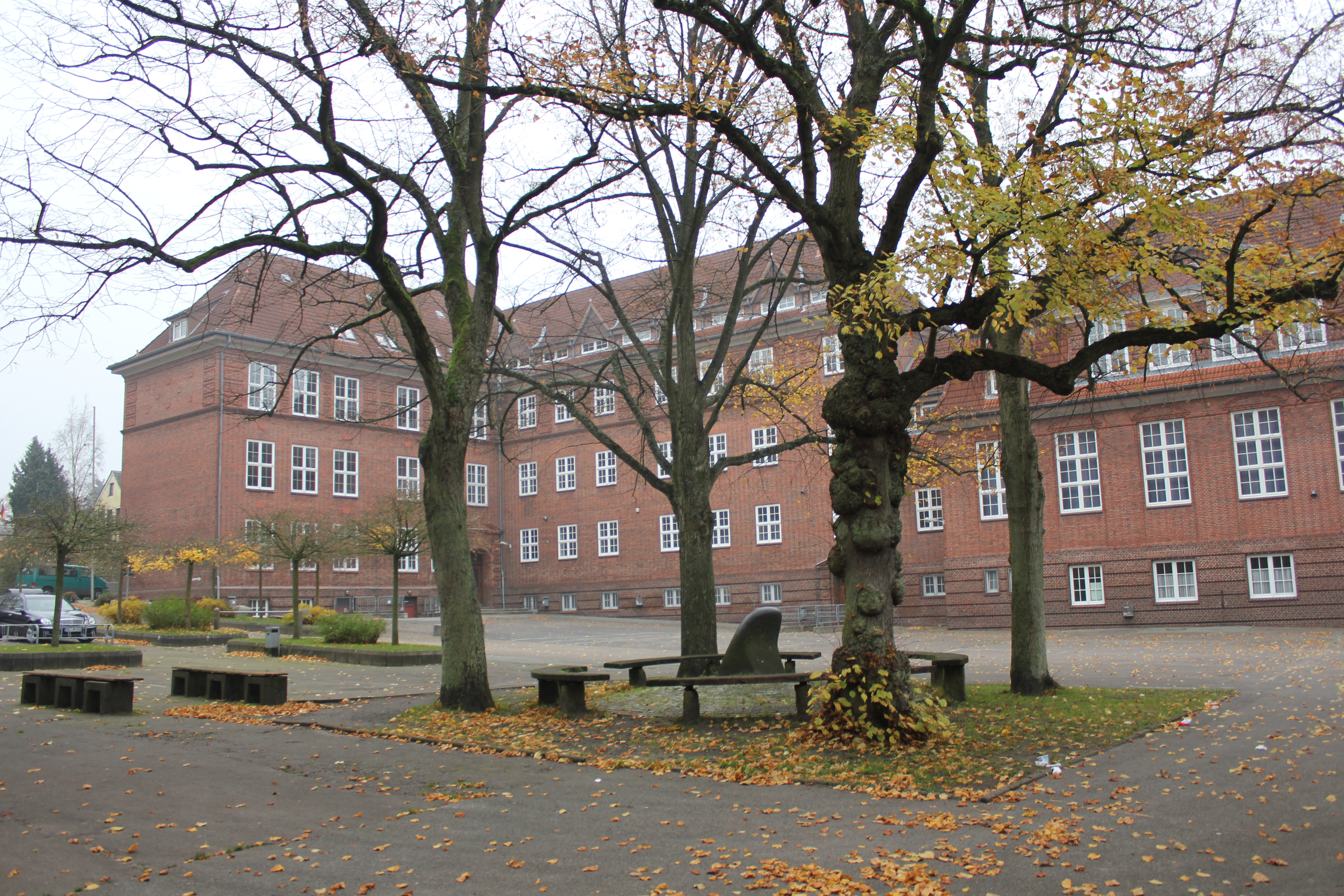
Petrischule in der Appenrader Straße

## Schularten
Die Schule umfasst mehrere Schularten. In allen Schularten werden folgende Fächer unterrichtet: Deutsch, Englisch, Mathematik, Betriebswirtschaftslehre mit Rechnungswesen
und Informationsverarbeitung/EDV

### Berufliches Gymnasium – Fachrichtung Wirtschaft
Durch das Abitur-Zeugnis wird die allgemeine Hochschulreife verliehen. Im Laufe des Schulbesuches erwerben die Absolventen bei Erfüllung bestimmter Bedingungen die Fachhochschulreife (schulischer Teil). Weitere Fächer sind Volkswirtschaftslehre (mit Schwerpunkt auf Wirtschaftspolitik), Zweite Fremdsprache (Dänisch, Französisch oder Spanisch), Rechtslehre, Gemeinschaftskunde, Religion/Philosophie, Literatur/Kunst/Musik, Physik und Sport.

### Fachoberschule Wirtschaft
Abschluss der FOS ist die Fachhochschulreife, die zum Studium an deutschen Fachhochschulen berechtigt. Voraussetzung für die Aufnahme in die FOS ist ein Mittlerer Bildungsabschluss und eine abgeschlossene kaufmännische Berufsausbildung. Weitere Fächer sind Wirtschaftslehre, Politik, Religion oder Philosophie, Chemie, Physik, Französisch als Wahlfach und Sport.

### Berufsoberschule Wirtschaft
Abschluss der BOS ist die Allgemeine Hochschulreife (Abitur) oder die Fachgebundene Hochschulreife. Weitere Fächer sind Wirtschaftslehre, Politik und Französisch oder Dänisch (für das Abitur).

### Berufsfachschule III – Kaufmännische Assistenten
Auf die Mittlere Reife aufbauend erfolgt an der BFS III in der Form eines zweijährigen Vollzeitunterrichts eine erste berufliche Bildung für kaufmännische und verwaltende Berufe. Es bestehen die Schwerpunkte Fremdsprachen und Informationsverarbeitung. Weitere Fächer sind Betriebswirtschaftslehre, Rechnungswesen, Informatik, Technische Informatik, Wirtschaftspolitik, Religion oder Philosophie und Sport.

### Berufsfachschule Wirtschaft
Die Berufsfachschule vermittelt in der Form eines ein- oder zweijährigen Vollzeitunterrichts eine berufliche Grundbildung für kaufmännische und verwaltende Berufe und schließt ggf. mit der mittleren Reife ab. Aufgenommen wird, wer den Hauptschulabschluss hat. Weitere Fächer sind Fachpraxis Wirtschaft, Wirtschaftsgeographie, Wirtschaftsmathematik, Politik und Religion oder Philosophie.

### Kaufmännische Berufsschule
Die kaufmännische Berufsschule begleitet die kaufmännische Ausbildung. An der Handelslehranstalt Flensburg wird diese Schulart für verschiedene Ausbildungsgänge angeboten.

## Besonderheiten

### Partnerschulen
Die HLA Flensburg wurde 2005 Europaschule.
Mit einigen Schulen unterhält die Städtische Handelslehranstalt zurzeit Kontakte im Rahmen des neuen Schulprojektes Comenius. Das sind u. a. das Northumberland College (Northumberland, Großbritannien), das Staffangymnasiet (Söderhamn, Schweden) und das Business College Syd (Sonderburg, Dänemark). Auch zu chinesischen Schulen besteht Kontakt.

### Lernbüro
Das Lernbüro ist eine Übungsfirma mit Sitz im Gebäude Am Schlosswall. Schüler übernehmen Rollen von Mitarbeitern des Beispiel-Großhandelsunternehmens FLEGRO GmbH oder ihren Kunden/Lieferanten, um Einblicke in den kaufmännischen Arbeitsalltag zu gewinnen.

### Kuttersegeln
Das Kuttersegeln wird als Klassenausflug zum Kennenlernen zu Beginn der gemeinsamen Schulzeit durchgeführt.

### Praxistage
Die Praxistage sind themengebundene Präsentationstage, an denen Aufgaben aus der Praxis von Schülern bearbeitet werden. Auch Experten (z. B. Firmenmitarbeiter) aus den jeweiligen Themenbereichen (z. B. Beschaffung, Marketing) präsentieren Informationen aus ihren Bereichen.

## Bekannte Schüler
- Lothar Hay (* 1950), Politiker, Stadtpräsident der Stadt Flensburg von 1986 bis 1992, Innenminister des Landes Schleswig-Holstein von 2008 bis Juli 2009, Abitur am Wirtschaftsgymnasium 1970[3].